# 安哈尔特-普勒茨考
安哈爾特-普勒茨考（德語：Fürstentum Anhalt-Plötzkau）是歷史上位於現今德國的一個親王國，曾經兩次存在於神聖羅馬帝國之內。它最初於1544年在安哈爾特-德紹分裂後所建立，但在1553年親王格奧爾格三世去世後，親王國絕嗣，隨後改由另一支系安哈爾特-采爾布斯特的親王所繼承。
1603年，隨著統一的安哈爾特親王國再次分裂，安哈爾特-普勒茨考得以重建；這一次，為了建立一個更大的普勒茨考領地，有部分原屬安哈爾特-貝恩堡的土地於今次分裂被改劃予普勒茨考。安哈爾特-普勒茨考第二次建立後一直延續到1665年，此時共治普勒茨考的兩位親王萊布雷希特和埃曼努爾同時放棄普勒茨考，都改為繼任安哈爾特-克滕親王，而普勒茨考則回歸到安哈爾特-貝恩堡親王國。

## 安哈爾特-普勒茨考親王列表

### 安哈爾特-普勒茨考親王（1544年-1553年）
- 格奧爾格三世（英语：George III, Prince of Anhalt-Dessau）[3]

1553年被安哈爾特-采爾布斯特兼併。

### 安哈爾特-普勒茨考親王（1603年-1665年）
- 奧古斯特 1603年–1653年
- 恩斯特·戈特利伯（英语：Ernest Gottlieb, Prince of Anhalt-Plötzkau） 1653年–1654年
- 萊布雷希特 1653年–1665年（共治）
- 埃曼努爾 1653年–1665年（共治）

1665年重新與安哈爾特-貝恩堡統一。

## 外部連結
- 安哈爾特-普勒茨考王朝年表